# Reversopelma petersi
Reversopelma petersi is een spinnensoort in de taxonomische indeling van de vogelspinnen (Theraphosidae).
Het dier behoort tot het geslacht Reversopelma. De wetenschappelijke naam van de soort werd voor het eerst geldig gepubliceerd in 2001 door Joachim Schmidt.